# Синтез олигонуклеотидов

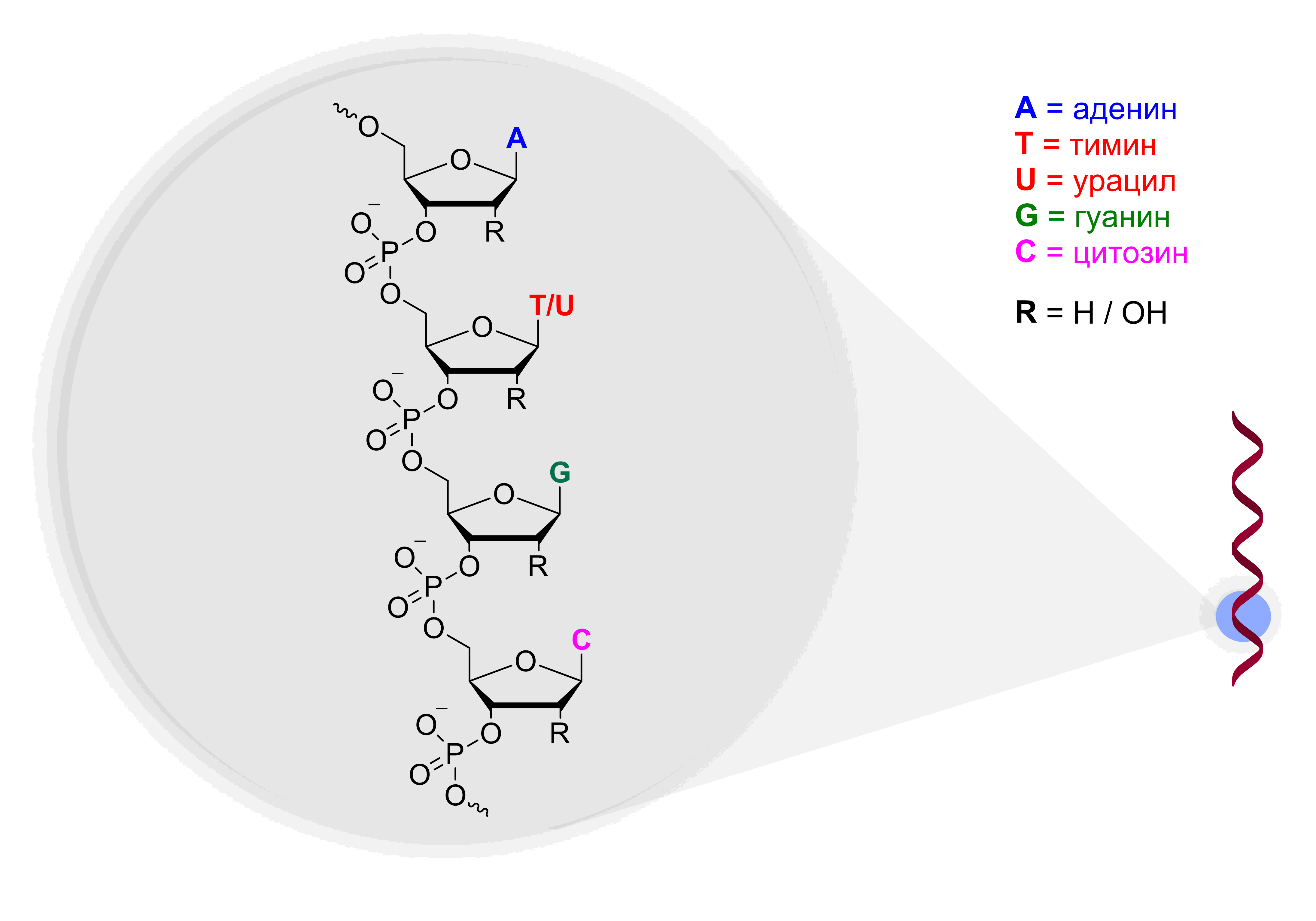
Химическое строение олигодезоксирибонуклеотидов (R = H) и олигорибонуклеотидов (R = OH)

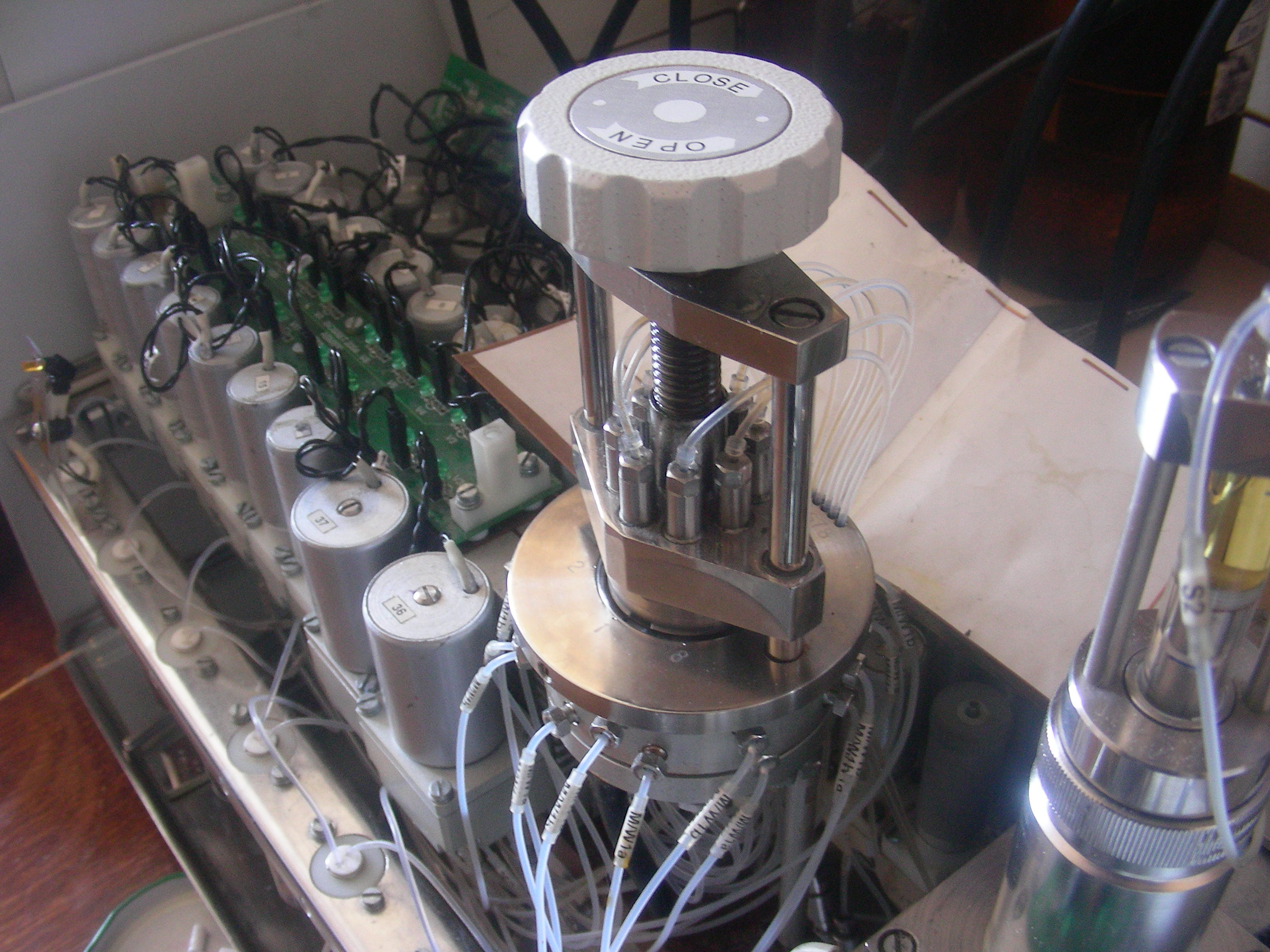
Автоматический синтезатор олигонуклеотидов

Синтез олигонуклеотидов — это химический синтез относительно коротких фрагментов нуклеиновых кислот с заданной химической структурой (последовательностью). Метод применяется в современной лабораторной практике для получения олигонуклеотидов нужной последовательности быстрым и недорогим способом.
Наиболее распространённый способ синтеза олигонуклеотидов основан на использовании амидофосфитов — строительных блоков, которые являются реакционноспособными производными дезоксирибонуклеозидов (dA, dC, dG, T) или рибонуклеозидов (A, C, G, U) и позволяют синтезировать короткие фрагменты ДНК и РНК соответственно. Применяются также и другие амидофосфиты, позволяющие вводить в цепь продукта модифицированные нуклеозиды, различные метки и функциональные группы. В ходе синтеза эти реагенты поочерёдно, в порядке, задаваемом последовательностью целевого продукта, присоединяют к растущей на твердофазном носителе цепи. Этот процесс был полностью автоматизирован в конце 1970-х годов и в настоящее время выполняется в специальных синтезаторах, управляемых компьютерами.
После завершения синтеза олигонуклеотид отделяют от носителя, удаляют защитные группы, использовавшиеся во время синтеза и очищают полученный продукт при помощи электрофореза или ВЭЖХ.
Синтетические олигонуклеотиды находят широкое применение в молекулярной биологии и медицине, например, как антисмысловые олигонуклеотиды, праймеры для секвенирования и амплификации ДНК, зонды для определения комплементарных последовательностей ДНК и РНК, инструменты для нацеленного введения мутаций и сайтов рестрикции, а также для синтеза искусственных генов.

## История
В процессе эволюции синтеза олигонуклеотидов было разработано четыре основных метода создания связей между нуклеозидами. Эти методы детально рассмотрены в подробных обзорах литературы.

### Ранние работы и современный H-фосфонатный метод
В начале 1950-х годов группа Александра Тодда из Кембриджа заложила основу для H-фосфонатного и фосфотриэфирного методов синтеза олигонуклеотидов, синтезировав защищённый хлорфосфат 4, введя его в реакцию с 3′-защищённым тимидином 5 и подтвердив структуру полученного защищённого динуклеотида 6 при помощи ферментативного расщепления. Как ни странно, дальнейшая работа в этом направлении в Кембридже не велась (Тодд отмечал в своей автобиографии, что синтез олигонуклеотидов его не привлекал).

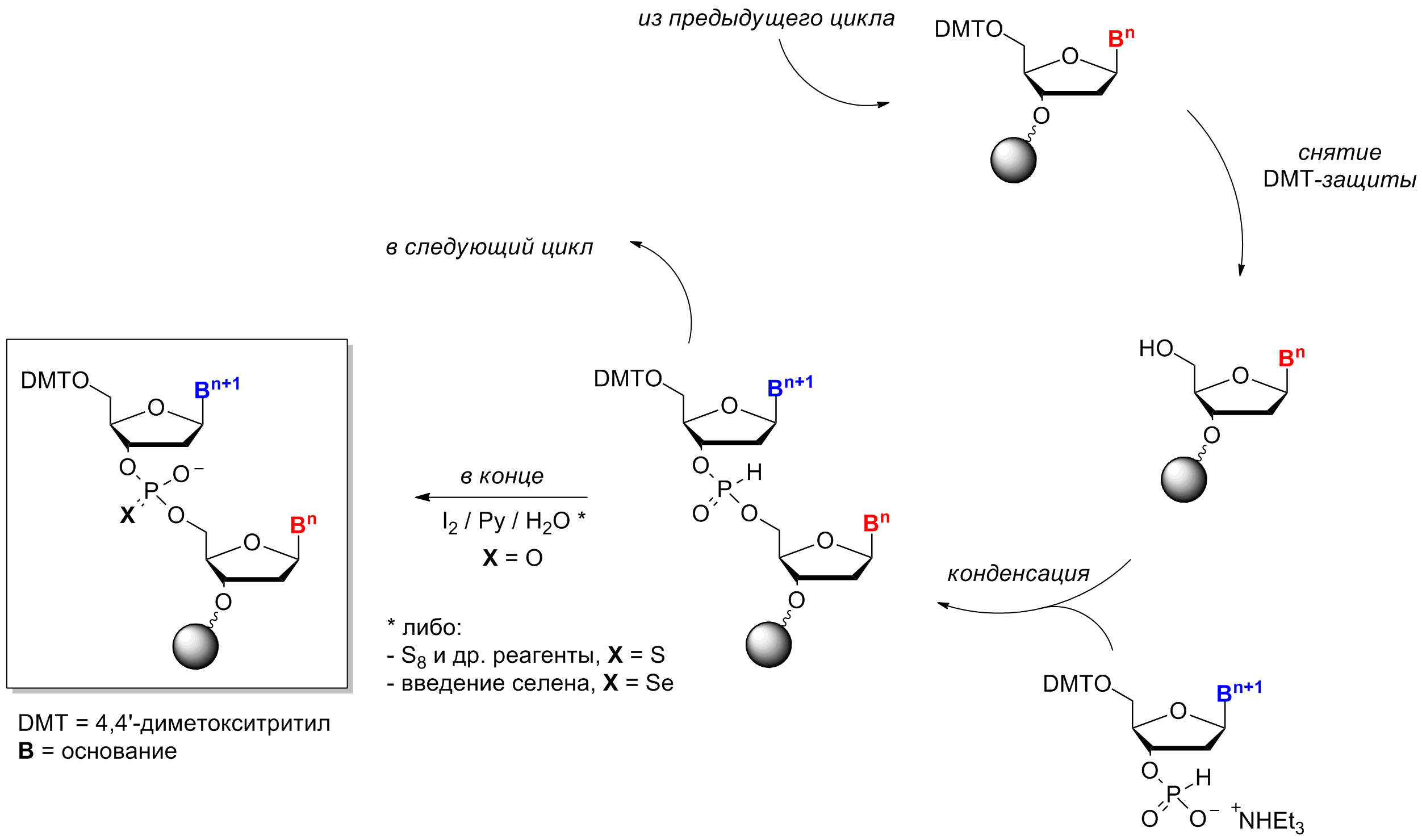
Схема H-фосфонатного олигонуклеотидного синтеза

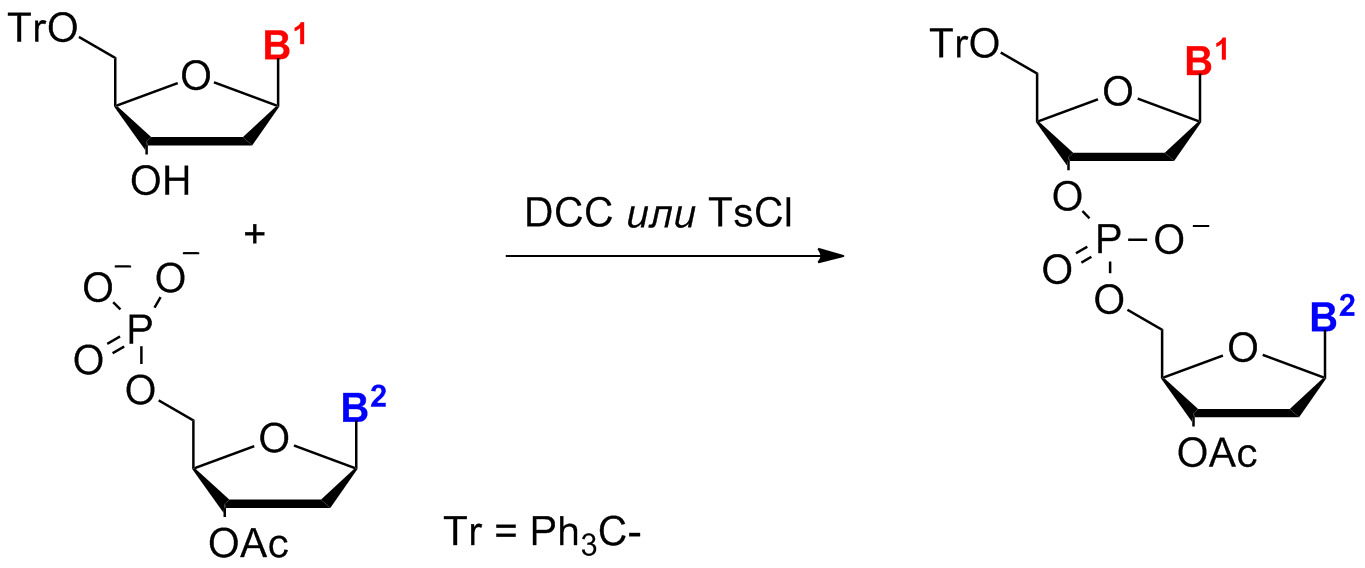
Схема фосфодиэфирного синтеза

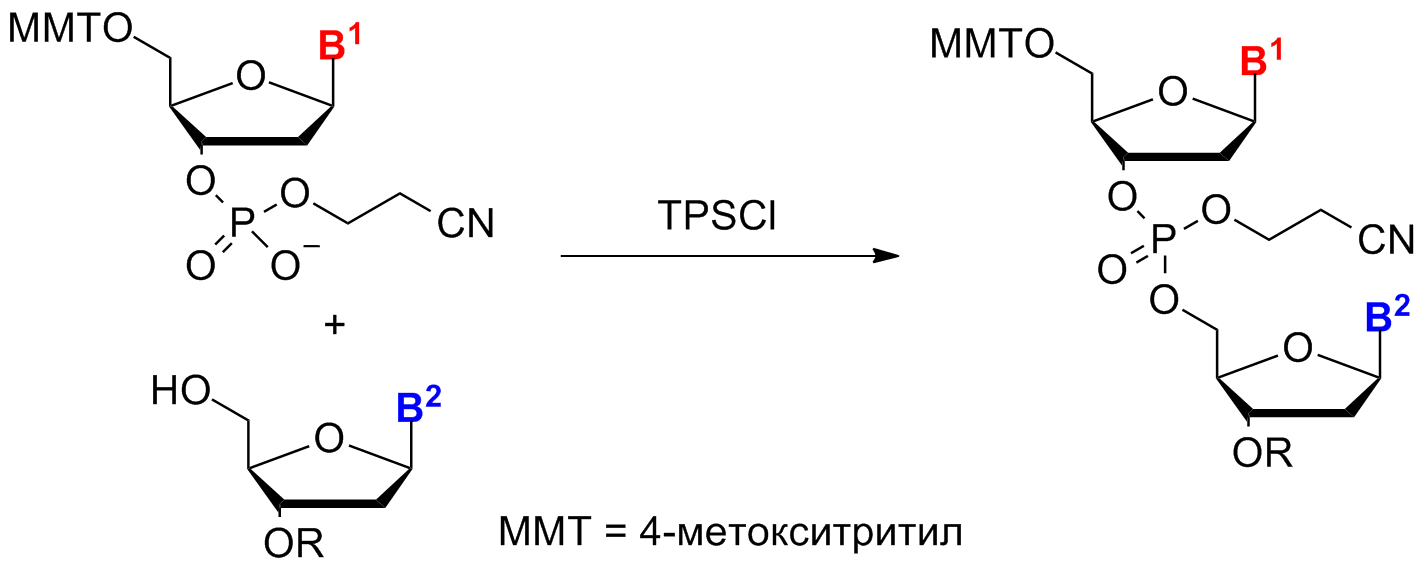
Схема фосфотриэфирного синтеза

Возвращение к работам Тодда произошло только тридцать лет спустя, когда две исследовательские группы адаптировали H-фосфонатную конденсацию к твердофазному синтезу, используя нуклеозидные H-фосфонаты в качестве строительных блоков, а пивалоилхлорид, 2,4,6-триизопропилбензолсульфонилхлорид (TIPS-Cl) и другие соединения — в качестве активаторов. Практически метод был организован в виде простого синтетического цикла, состоящего из двух стадий: снятия диметокситритильной защиты и конденсации.
Окисление H-фосфонатной диэфирной связи между нуклеозидами в данном методе проводят после синтеза олигонуклеотидной цепи под действием раствора йода в водном пиридине. В случае необходимости, окисление может проводиться в безводных средах. Метод также позволяет синтезировать тиофосфатные и селенофосфатные аналоги олигонуклеотидов. Окисление тетрахлорметаном в присутствии первичных и вторичных аминов приводит к амидофосфатным аналогам.
Как правило, 5′-гидроксильная группа во всех 3′-Н-фосфонатах нуклеозидов и аминогруппа в Н-фосфонатах нуклеозидов c основаниями A, G и С защищаются перед использованием в синтезе теми же группами, что и в амидофосфитном методе. Однако, защита аминогрупп не является строго обязательной.

### Фосфодиэфирный метод
В 1950-х годах Хар Гобинд Корана и сотрудники разработали фосфодиэфирный метод, в котором 3′-O-ацетилнуклеозид-5′-O-фосфат активировался N,N'-дициклогексилкарбодиимидом (DCC) или п-толуолсульфонилхлоридом (TsCl), а затем вводился в реакцию с 5′-O-защищённым нуклеозидом с образованием динуклеозидмонофосфата. После удаления защитной ацетильной группы в основной среде, проводили дальнейшее удлинение цепи. Пошаговой конденсацией были синтезированы наборы три- и тетрамерных олигонуклеотидов. Кроме того осуществлялась конденсации олигомерных фрагментов с целью получения более длинных олигонуклеотидов.
Защита фосфатных групп в фосфодиэфирном синтезе не использовалась, а именно это, по-видимому, приводило к побочным реакциям и снижало выход синтеза. Однако, Корана считал, что постановка защиты на фосфатные группы приведёт к потере главного достоинства олигонуклеотидов — их полиэлектролитной природы, которую, как он полагал, можно эффективно использовать для очистки олигонуклеотидов. Важной находкой Кораны стало использование тритильных защитных групп для защиты 5′-гидроксильных нуклеозидов.

### Фосфотриэфирный метод
В 1960-х годах группы под руководством Р. Летсингера (англ. R. Letsinger) и К. Риза (англ. C. Reese) разработали фосфотриэфирный метод. Определяющее отличие от фосфодиэфирного подхода состоит в предварительной защите фосфата в реагенте и продукте цианэтильной группой -CH2CH2CN. Это изменение исключило возможность образования олигонуклеотидов с разветвлением у фосфатных групп. Бо́льшая селективность метода позволила использовать более реакционноспособные конденсирующие реагенты и катализаторы, которые значительно уменьшили продолжительность синтеза. Фосфотриэфирный метод был реализован как в растворе, так и в твердофазном варианте.
Данным методом удалось синтезировать два двухцепочечных олигонуклеотида длиной 77 и 104 пары оснований, последовательность которых соответствовала А- и В-цепям инсулина, что впоследствии позволило успешно экспрессировать эти гены.

### Фосфитный триэфирный метод
В 1970-х годах в практику был введен фосфиттриэфирный метод образования межнуклеозидных связей, в котором были использованы существенно более реакционноспособные нуклеозидные производные на основе P(III), первоначально хлорфосфиты. Позже группа под руководством М. Карузерса (англ. M. Caruthers) использовала менее агрессивные и более селективные 1H-тетразолидофосфиты и реализовала метод в твердофазном варианте. Вскоре после этого сотрудники из той же группы улучшили метод путём использования в качестве строительных блоков более стабильных нуклеозидных амидофосфитов. Замена менее практичной метильной защитной группы фосфата на более удобную 2-цианэтильную группу дала тот вариант нуклеозидных амидофосфитов, который является стандартом реагентов для синтеза олигонуклеотидов и в настоящее время. Многочисленные дальнейшие усовершенствования методов синтеза мономерных блоков, олигонуклеотидных синтезаторов и протоколов сборки и деблокирования превратили амидофосфитный подход в очень надёжный и производительный метод получения синтетических олигонуклеотидов.

## Синтез амидофосфитным методом

### Строительные блоки

#### Нуклеозидные амидофосфиты

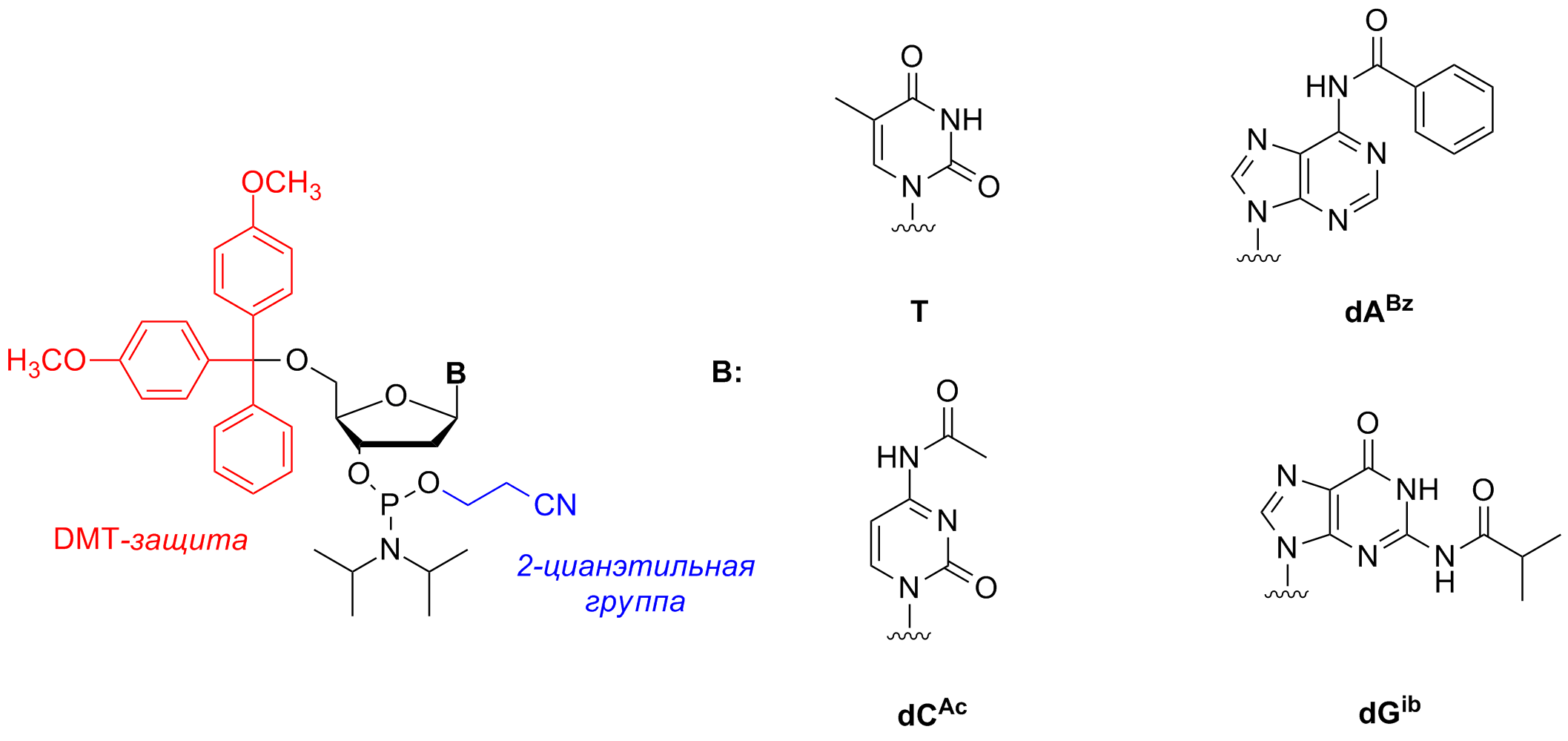
Структуры защищённых нуклеозидных амидофосфитов

В 1976 году Летсингер и сотрудники обнаружили, что соединения трёхвалентного фосфора являются гораздо более активными реагентами, чем соответствующие производные пятивалентного фосфора. Роль соединений P(III) стала очевидной после разработки М. Карузерсом N,N-диизопропиламидофосфитных производных нуклеозидов (нуклеозидных амидофосфитов), которые и сегодня выполняют роль стандартных строительных блоков в амидофосфитном методе синтеза. Для предотвращения нежелательных побочных реакций функциональные группы амидофосфитов должны быть заблокированы защитными группами. После окончания сборки олигонуклеотидной цепи все защитные группы удаляются, что приводит к целевому олигонуклеотиду. Ниже рассмотрены защитные группы применяемые в стандартных коммерчески доступных нуклеозидных амидофосфитах:
- Гидроксильная группа в 5′-положении защищается 4,4'-диметокситритильной (DMT) защитной группой, удаляемой в кислой среде.
- Тимин и урацил, азотистые основания тимидина и уридина соответственно, не имеют экзоциклических аминогрупп, поэтому не нуждаются в защитных группах. Гуанин имеет экзоциклическую аминогруппу с низкой основностью, поэтому он не вступает в побочные реакции с амидофосфитами в условиях реакции конденсации. Однако, амидофосфитный реагент на основе N2-незащищенного 5′-O-DMT-2′-дезоксигуанозина плохо растворим в ацетонитриле — растворителе, наиболее часто используемом в синтезе олигонуклеотидов. Напротив, N2-защищённые производные того же соединения хорошо растворимы в ацетонитриле, поэтому и применяются гораздо шире. Азотистые основания аденин и цитозин содержат аминогруппы, способные реагировать с амидофосфитами в процессе синтеза, и поэтому для синтеза в стандартных условиях эти группы необходимо защищать. Тем не менее, путём введения в синтетический цикл дополнительных стадий можно добиться использования и незащищённых амидофосфитов dA и dC[28]. Защитные группы на азотистых основаниях должны сохраняться в течение всего синтеза, поэтому используются такие группы, реакционная способность которых противоположна реакционной способности 4,4'-диметокситритильной группы, которая удаляется после каждого цикла. Чаще всего используются два подхода, описанных ниже.
  - В первом, стандартном, подходе для защиты аденина и цитозина используется бензоильная защита (Bz), тогда как гуанин защищаются изобутирильной группой (iBu)[29]. Позже для защиты цитозина была предложена ацетильная (Ac) группа, которая может быть удалена аммиаком, или смесью аммиака с метиламином[30].
  - Во второй, более мягкой, защитной схеме аденин защищают изобутирильной[31] или феноксиацетильной (PAC)[32] группами. Цитозин содержит ацетильную защитную группу[30], а гуанин защищён 4-изопропилфеноксиацетильной (iPr-PAC)[33] или диметилформамидиновой (dmf)[34] группами. Мягкие защитные группы удаляются легче стандартных, однако, амидофосфиты с данными группами менее стабильны при хранении в растворе.

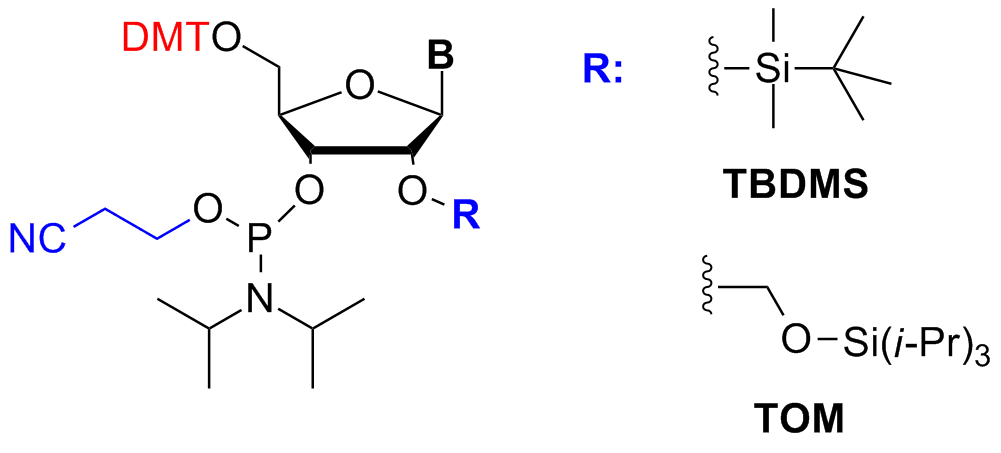
Структуры защищённых рибонуклеозидных амидофосфитов

- Фосфитная группа защищается 2-цианэтильной группой[25]. Присутствие фосфитной защиты обязательно для амидофосфита и новообразованной фосфиттриэфирной группы до окисления последней в фосфотриэфир. В то же время, присутствие защиты на фосфатных группах уже собранного олигонуклеотидного фрагмента не является обязательным для успешного проведения дальнейших циклов конденсации[35].
- В синтезе РНК используются строительные блоки с «дополнительной» 2′-гидроксильной группой, не участвующей в синтезе. Её защищают трет-бутилдиметилсилильной (TBDMS)[36][37][38] или триизопропилсилилоксиметильной (TOM)[39][40] группой. Обе группы удаляются действием фторид-иона.
- Фосфитная группа также содержит диизопропиламинную группу (i-Pr2N), реакционноспособную в кислых условиях. При активации под действием кислотного катализатора эта группа замещается 5′-гидроксильной группой растущей цепи[22].

#### Ненуклеозидные амидофосфиты

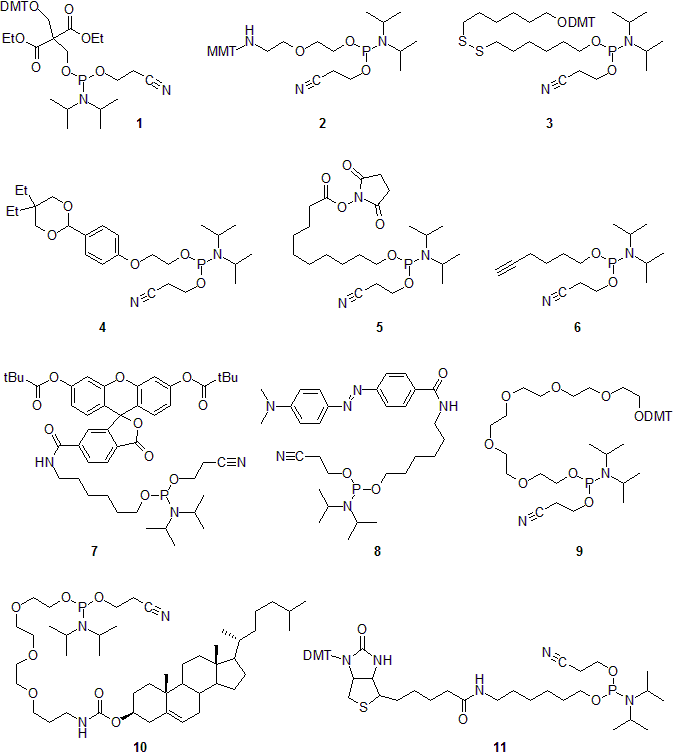
Структуры некоторых ненуклеозидных амидофосфитов

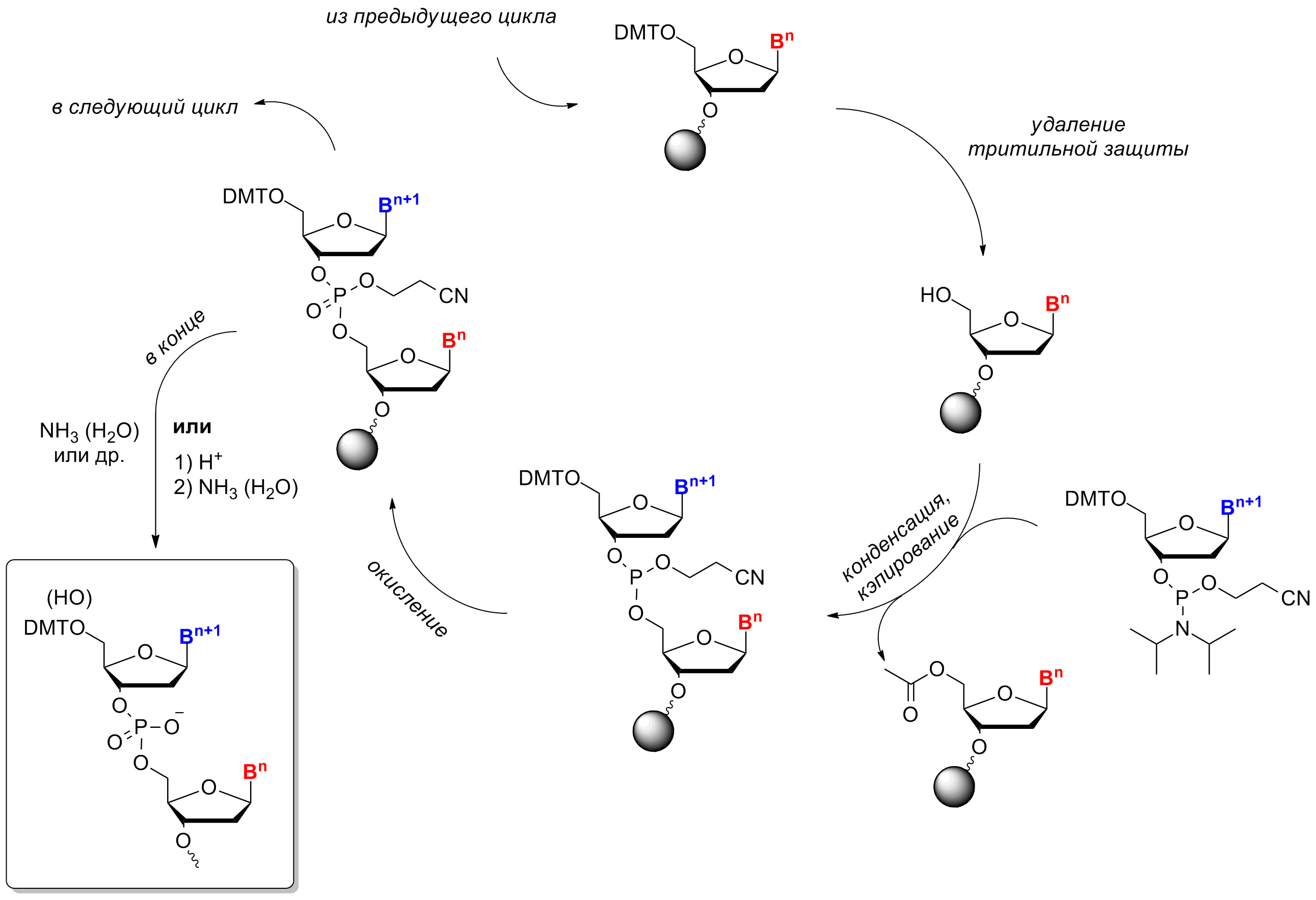
Схема амидофосфитного олигонуклеотидного синтеза

Ненуклеозидные амидофосфиты — это амидофосфитные реагенты, разработанные для введения разнообразных функциональных групп и меток в концевое положение олигонуклеотида или между нуклеотидными остатками посреди последовательности. Чтобы быть пригодным для введения в середину цепи, амидофосфит должен содержать, по крайней мере, две гидроксильные группы, одна из которых защищается DMT-группой, а вторая несёт реакционноспособную амидофосфитную группировку.
Ненуклеозидные амидофосфиты применяются для введения в олигонуклеотид различных групп, которые не встречаются в природных нуклеозидах. Синтезирован широкий спектр подобных реагентов, служащих, например, для введения 5′-фосфата, аминогруппы, меркаптогруппы, альдегидной и карбоксильной групп, алкиновых фрагментов, флуоресцентных красителей и тушителей, гидрофильных и гидрофобных модификаций, биотина и др.

### Синтетический цикл
Синтез олигонуклеотидов проводится путём пошаговой конденсации строительных блоков к 5′-концу растущей цепи, пока не будет собрана целевая последовательность. Протекание побочных реакций накладывает ограничение на длину синтезируемого олигонуклеотида (до 200 нуклеотидных остатков), поскольку число ошибок накапливается с увеличением длины целевого продукта. Совокупность операций, необходимых для удлинения цепи на один нуклеотидный остаток, называется циклом синтеза и состоит из четырёх химических реакций.

#### Стадия 1: Удаление тритильной защиты
Защитная группа DMT удаляется раствором кислоты, например, 2%-ой трихлоруксусной кислотой или 3%-ой дихлоруксусной кислотой в инертном растворителе (хлористом метилене или толуоле). Образующийся диметокситритильный катион оранжевого цвета вымывается из системы. В результате образуется закреплённый на твердофазном носителе предшественник олигонуклеотида со свободной 5′-гидроксильной группой. Проведение процесса в течение более длительного времени или с использованием более концентрированных растворов кислоты приводит к побочной реакции депуринизации — отщепления пуриновых оснований от остатка рибозы.

#### Стадия 2: Конденсация
Раствор нуклеозидного амидофосфита (0,02—0,2 М) или смеси нескольких амидофосфитов в ацетонитриле активируют 0,2—0,7 М раствором кислотного катализатора на основе азола: 1H-тетразола, 2-этилтиотетразола, 2-бензилтиотетразола, 4,5-дицианимидазола и др. Смешение компонентов происходит в коммуникационных линиях синтезатора в процессе доставки реагентов в реактор, содержащий твердофазный носитель. Активированный амидофосфит в 1,5—20-кратном избытке вводится во взаимодействие с 5′-гидроксильной группой, образуя фосфитную триэфирную связь. Конденсация амидофосфитов 2′-дезоксинуклеозидов протекает очень быстро и в небольшом масштабе занимает, как правило, около 20 секунд. Пространственно-затрудненные амидофосфиты рибонуклеозидов реагируют значительно медленнее (5—15 мин). Реакция весьма чувствительна к присутствию воды, особенно при использовании разбавленных растворов амидофосфитов, поэтому она проводится в безводном растворителе, обычно, ацетонитриле. При увеличении масштабов синтеза используют меньшие избытки и более концентрированные растворы амидофосфитов. После завершения реакции избыток реагентов и побочные продукты удаляются из реактора промыванием.

#### Стадия 3: Кэпирование
Кэпирование проводится путём обработки твердофазного носителя смесью уксусного ангидрида и 1-метилимидазола (реже — DMAP) в качестве катализатора. В рамках амидофосфитного синтеза эта стадия служит двум целям:
- После завершения стадии конденсации небольшая доля 5′-гидроксильных групп (0,1—1 %) остаётся непрореагировавшими и должна быть выведена из процесса дальнейшего удлинения цепи, чтобы предотвратить образование олигонуклеотидов с недостающими нуклеотидными остатками внутри цепи. С этой целью оставшиеся гидроксильные группы защищаются ацетильными группами, устойчивыми к действию растворов кислот, используемых для снятия DMT-защиты.
- Сообщалось также, что амидофосфиты, активированные 1H-тетразолом, с невысоким выходом реагируют с кислородом карбонильной группы в O6-положении гуанозина[58]. При окислении смесью йода с водой этот побочный продукт претерпевает отщепление пуринового основания. Образующиеся апуриновые сайты легко гидролизуются в ходе конечного снятия защитных групп олигонуклеотида, что приводит к образованию двух более коротких олигонуклеотидов и уменьшению выхода целевого продукта. O6-модификации быстро удаляются под действием кэпирующего реагента, если кэпирование проводится перед стадией окисления.

#### Стадия 4: Окисление
Полученная в результате конденсации межнуклеозидная трехкоординированная фосфитная группа не является природной и обладает ограниченной стабильностью в условиях синтеза. Обработка носителя йодом и водой в присутствии слабого основания (пиридин, 2,6-лутидин или коллидин) окисляет фосфит в фосфотриэфир, предшественник природной фосфодиэфирной межнуклеозидной связи. Окисление можно проводить и в безводных условиях с использованием трет-бутилгидропероксида или более удобного реагента, (1S)-(+)-(10-камфорсульфонил)оксазиридина.

### Твердофазные носители
В процессе всего твердофазного синтеза олигонуклеотид ковалентно связан с твердофазным носителем через 3′-гидроксильную группу. Носитель обычно помещается в колонки, размер которых зависит от масштаба синтеза. В последние 10 лет получили широкое распространение высокопроизводительные олигонуклеотидные синтезаторы, в которых носитель помещается в лунки планшета (96 или 384 лунок на планшет). После окончания синтеза олигонуклеотид отщепляется от носителя и переходит в раствор.

#### Материал носителя
| Размер пор CPG, Å | Загрузка, мкмоль/г | Длина продукта, оснований |
| ----------------- | ------------------ | ------------------------- |
| 500               | 80—90              | <50                       |
| 1000              | 50—60              | 80                        |
| 1500              | 35—45              | 100                       |
| 2000              | 20—30              | 150                       |
| 3000              |                    | 200                       |

В отличие от органического твердофазного синтеза и пептидного синтеза, синтез олигонуклеотидов лучше протекает на ненабухающих или слабонабухающих твердофазных носителях. Наиболее часто употребимыми носителями являются стекло с контролируемым размером пор (англ. controlled pore glass, CPG) и макропористый полистирол (MPPS).
- Главной характеристикой CPG является диаметр пор, который может быть равным от 70 до 4000 Å, при этом поры весьма однородны по размеру (отклонение составляет ±10 % для 80 % пор). Для того, чтобы сделать такой носитель пригодным для синтеза, его обрабатывают (3-аминопропил)триэтоксисиланом[англ.] (APTES), получая аминопропильное CPG. Также часто используются CPG c удлинённым спейсером (англ. long chain aminoalkyl CPG, LCAA CPG)[63]. От размера пор зависят две ключевые характеристики синтеза: масштаб, определяемый числом активных функциональных групп на единицу массы носителя, и максимальная длина синтезируемого олигонуклеотида. Данные по наиболее распространёнными носителям CPG приведены в таблице[62].
- Также в синтезе олигонуклеотидов применяется макропористый полистирол, получаемый сополимеризацией стирола и дивинилбензола, с введённой аминометильной модификацией. Такой полистирол позволяет синтезировать олигонуклеотиды длиной менее 40—50 оснований. Для небольших синтезов можно использовать полистирольный носитель с загрузкой от 10 до 45 мкмоль/г. Для синтезов в масштабе 25—100 мкмоль используется полистирол с загрузкой 200 до 400 мкмоль/г. Наконец, полистирол больше, чем CPG, подходит для крупномасштабных синтезов (более 100 мкмоль)[62].

#### Химия линкера

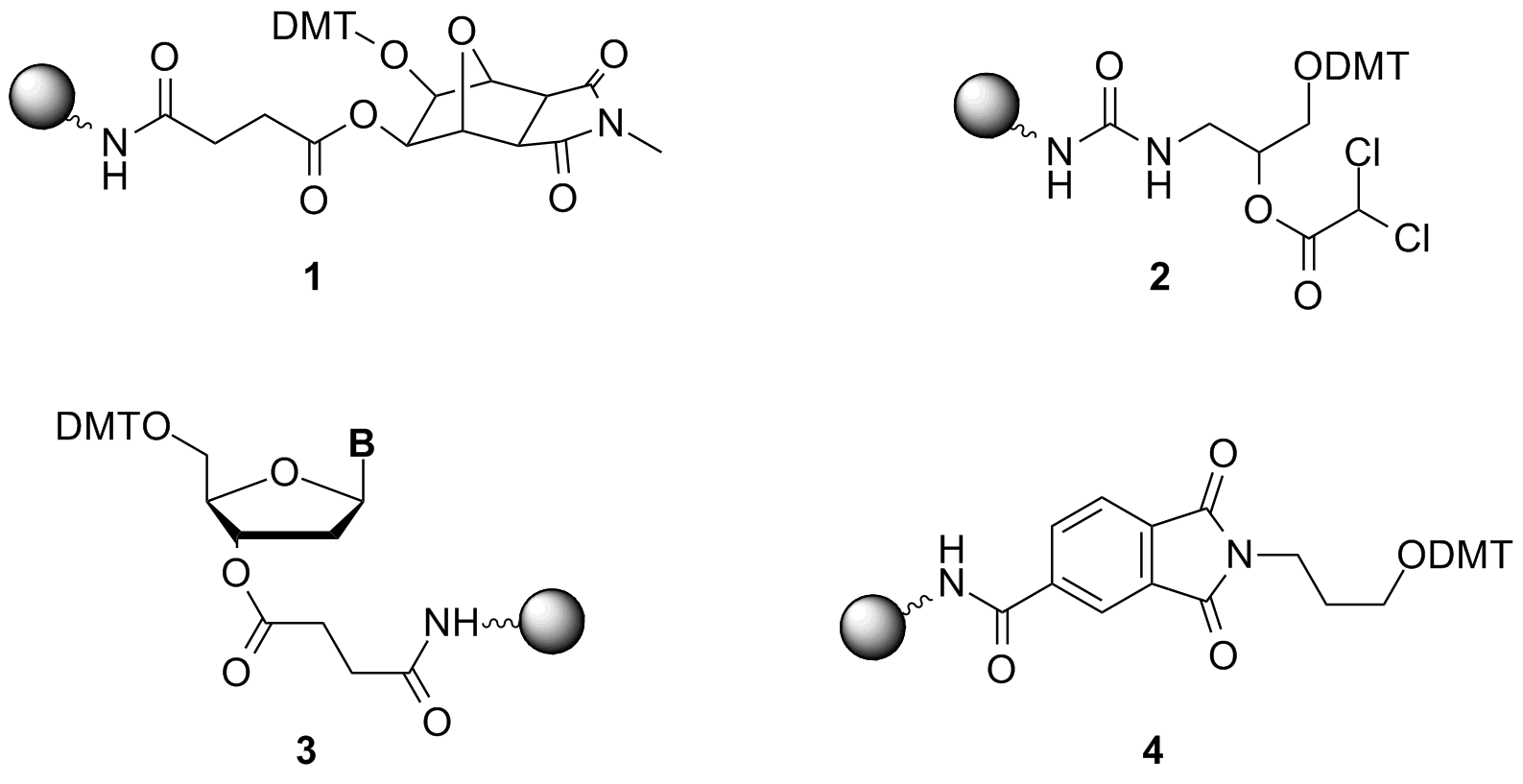
Структуры носителей для олигонуклеотидного синтеза: 1, 2 — универсальные носители, 3 — нуклеозидный носитель, 4 — пример специального носителя

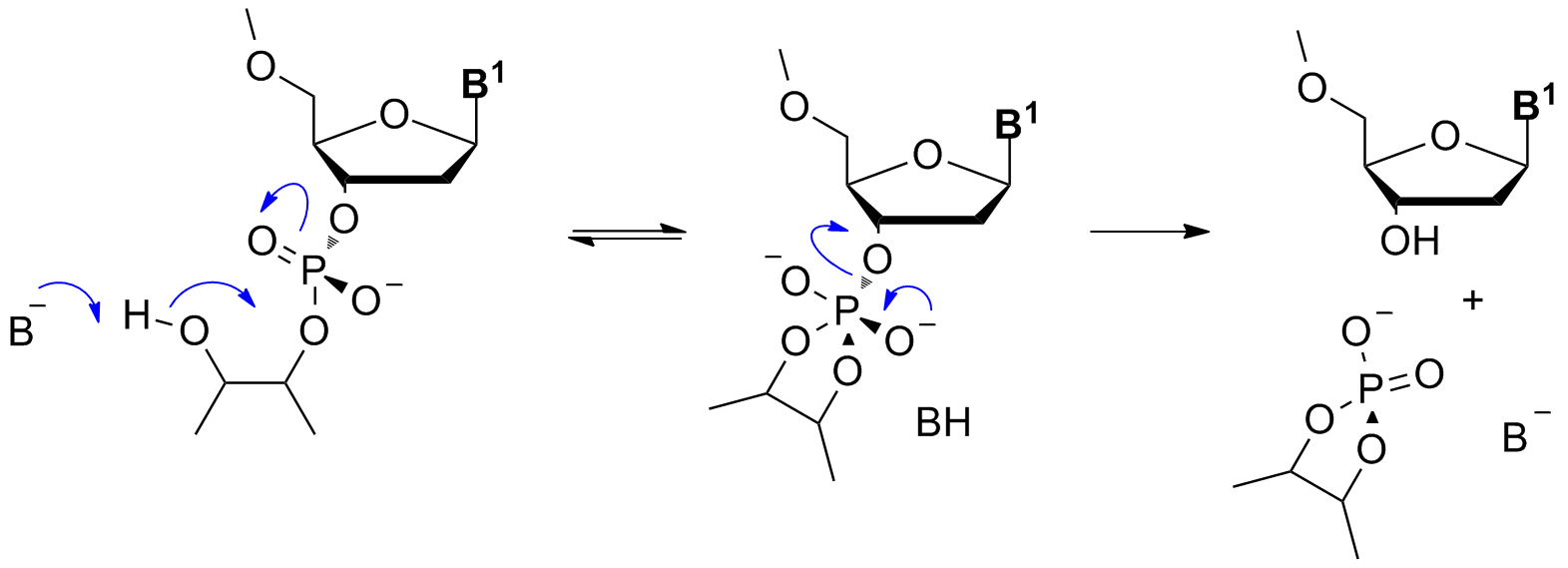
Гидролиз P-O-связи при отщеплении олигонуклеотида от универсального линкера

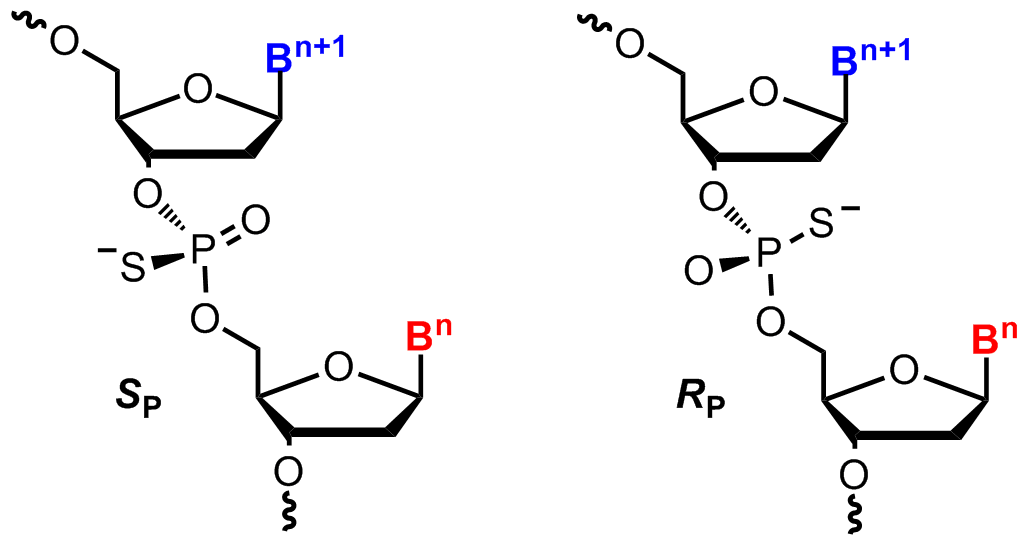
Диастереомерные межнуклеозидные связи в тиофосфатных олигонуклеотидах

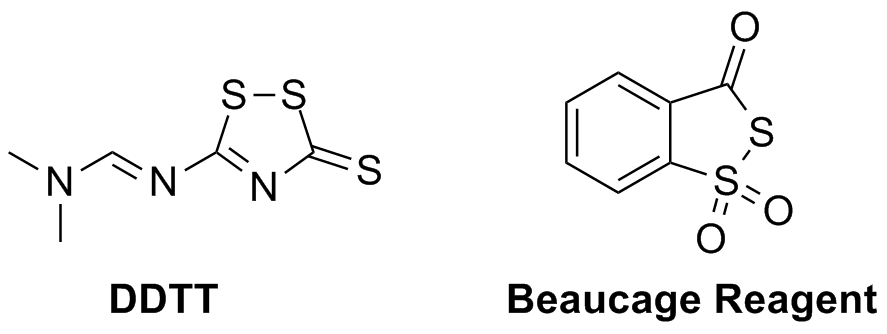
Реагенты для сульфурирования

Для нужд олигонуклеотидного синтеза к аминогруппам аминопропильного CPG, LCAA CPG или аминометильного MPPS ковалентно присоединяют нуклеозидные сукцинаты или ненуклеозидные линкеры. Обычно используют три различных типа носителей.
- Нуклеозидные носители. В исторически первом подходе синтез олигонуклеотида проводится на носителе, к которому заранее через фрагмент янтарной кислоты ковалентно присоединён 3′-концевой, стартовый, нуклеозид. Соответственно, синтез начинается с присоединения амидофосфита, соответствующего не первому, а второму нуклеотиду, считая с 3′-конца. Недостатком такого носителя является то, что перед началом синтеза необходимо выбрать вариант нуклеозидного носителя, соответствующий 3′-концевому нуклеозиду в синтезируемом олигонуклеотиде, что уменьшает производительность синтетического процесса и увеличивает вероятность человеческой ошибки[64]. Предложены также альтернативные твердофазные носители со спейсером на основе дигликолевой и щавелевой кислот для более быстрого отделения продукта от носителя[63].
- Универсальные носители. В данном методе синтез начинается с универсального носителя, к которому присоединён ненуклеозидный линкер[65]. Амидофосфит, соответствующий 3′-терминальному нуклеозиду, присоединяют к универсальному носителю по стандартной методике в ходе первого синтетического цикла. После этого продолжают сборку требуемой последовательности, а затем олигонуклеотид отщепляют с поверхности носителя. Преимущество данного подхода заключается в том, что во всех синтезах независимо от того, какую последовательность необходимо синтезировать, может быть использован единственный универсальный носитель[64].
- Специальные носители используются для присоединения некоторой функциональной или репортерной группы к 3′-положению синтетических олигонуклеотидов. Коммерчески доступны носители для введения аминогрупп[66], меркаптогрупп[67], тушителей флуоресценции[68] и др.

### Тиофосфатные олигонуклеотиды и их синтез
Тиофосфатные олигонуклеотиды — это модифицированные олигонуклеотиды, в которых один из атомов кислорода в фосфатном остатке замещен на атом серы. Широко используются только те тиофосфаты, в которых сера не является связующим звеном между нуклеозидным остатком и атомом фосфора. В этом случае замена кислорода на серу приводит к образованию нового центра хиральности на атоме P(V), поэтому в простейшем случае динуклеотида образуются SP- и RP-диастереомеры. В n-мерном олигонуклеотиде, в котором все (n-1) межнуклеотидных связей являются тиофосфатными, число диастереомеров составляет 2(n-1). Будучи неприродными аналогами нуклеиновых кислот, олигонуклеотидные тиофосфаты значительно более устойчивы к гидролизу нуклеазами, классом ферментов, расщепляющих нуклеиновые кислоты путём гидролиза P-O-связи фосфодиэфирного мостика. Это свойство определяет использование тиофосфатов в качестве антисмысловых олигонуклеотидов в приложениях in vivo и in vitro, где неизбежно воздействие нуклеаз. Подобным образом, чтобы увеличить стабильность малых интерферирующих РНК, часто вводят, по крайней мере, одну тиофосфатную связь в 3′-положение смысловой и антисмысловой цепи. В оптически чистых олигонуклеотидных тиофосфатах диастереомеры, в которых все фосфорные центры имеют SP-конфигурацию, более устойчивы к ферментативному гидролизу, чем их RP-аналоги. Однако, синтез оптически чистых тиофосфатов сложен.
Синтез олигонуклеотидных тиофосфатов аналогичен синтезу природных олигонуклеотидов. Различие заключается в том, что стадия окисления заменяется реакцией сульфурирования. Для введения серы применяются следующие коммерчески доступные реагенты:
- 3-(Диметиламинометилиденамино)-3H-1,2,4-дитиазол-3-тион (DDTT) обеспечивает высокую скорость сульфурирования и обладает стабильностью в растворе[71].
- Реагент Бокажа (англ. Beaucage Reagent) имеет более высокую растворимость в ацетонитриле и обеспечивает протекание реакции за более короткое время. Однако, он имеет ограниченную стабильность в растворе и менее эффективен при сульфурировании связей РНК[72].
- N,N,N',N'-Тетраэтилтиурамдисульфид (TETD) растворим в ацетонитриле, однако, реакция сульфурирования межнуклеозидной связи ДНК занимает 15 мин, что в 10 раз медленнее, чем в случае двух предыдущих соединений[73].

Разработаны также другие сульфурирующие реагенты.
В синтезе тиофосфатных олигонуклеотидов стадия кэпирования проводится после сульфурирования. Если кэпирования проводить перед сульфурированием, то после кэпирования твердофазный носитель может содержать остаточные количества уксусного ангидрида и 1-метилимидазола. Кэпирующая смесь затрудняет реакцию переноса серы, что приводит к образованию тиофосфатных олигонуклеотидов с повышенным содержанием фосфатных звеньев. В таком случае рекомендуют проводить кэпирование после реакции сульфурирования.

### Автоматизация

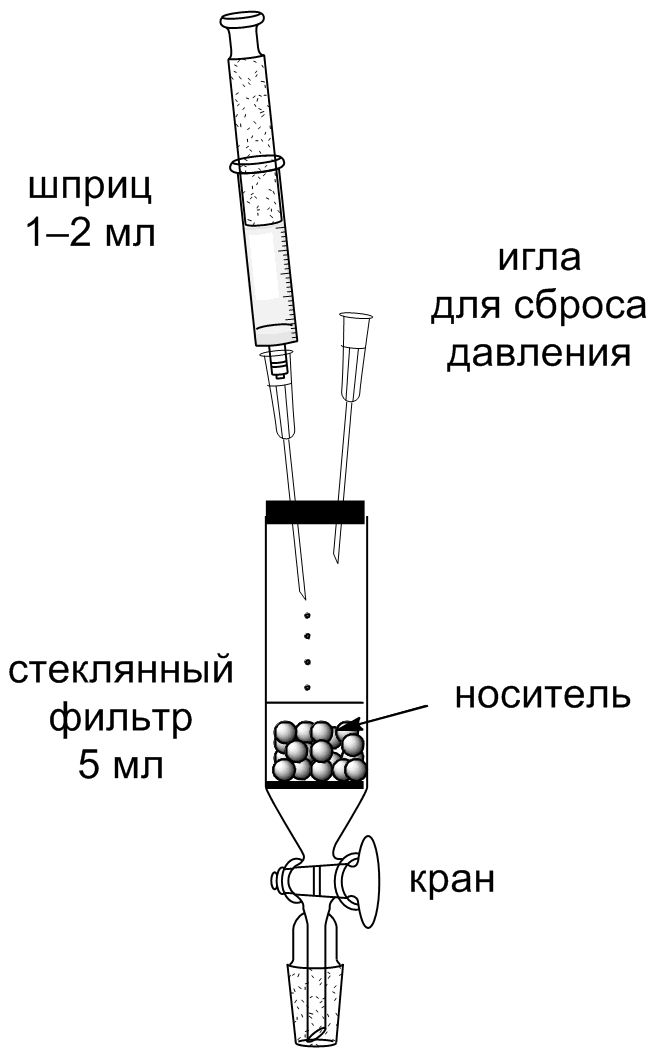
Ручной синтез олигонуклеотидов в стеклянном фильтре (применяется редко).

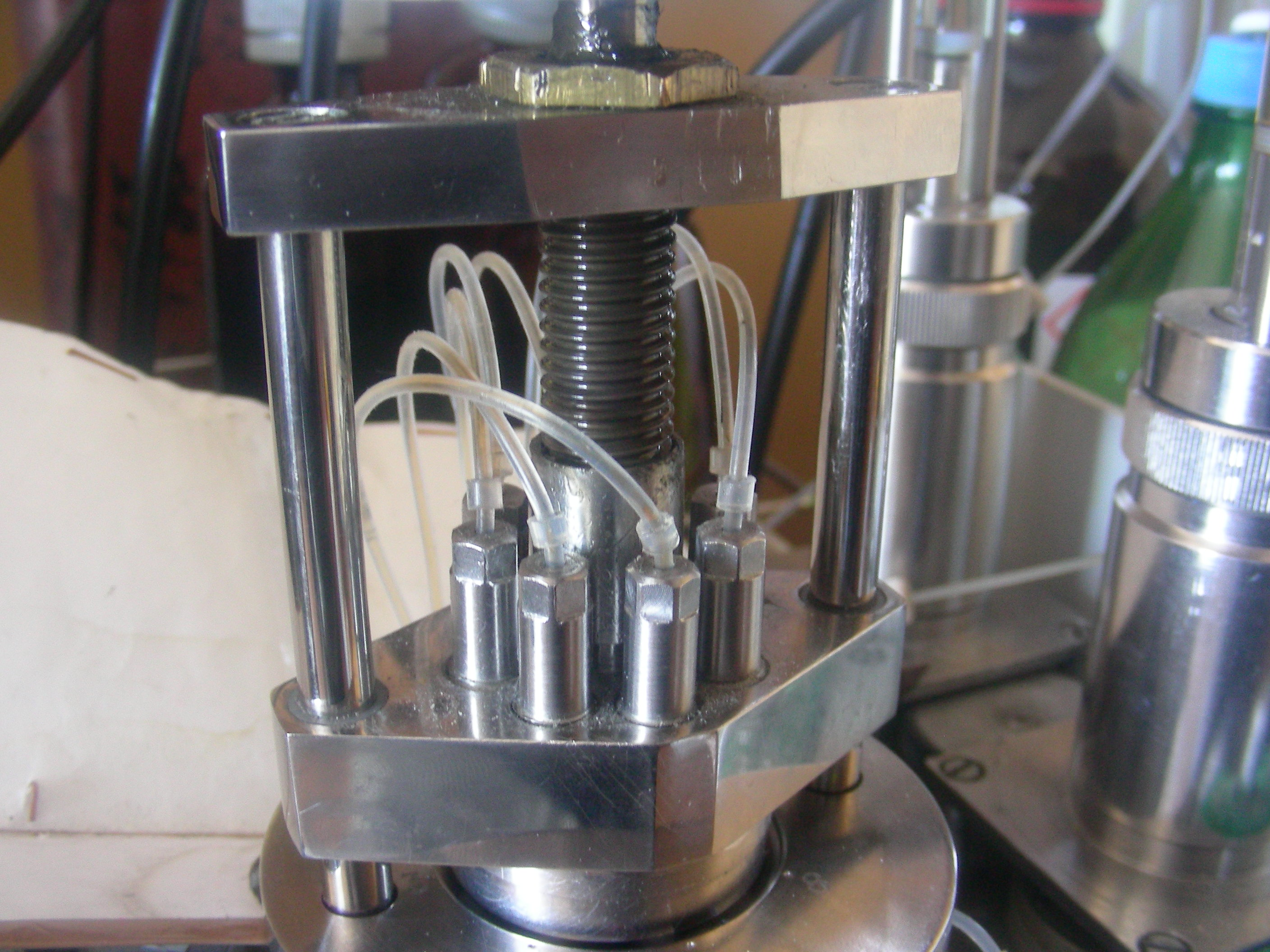
Сейчас синтез олигонуклеотидов проводят в автоматических синтезаторах, одновременно синтезируя в разных колонках разные полимеры. На рисунке — восьмиколоночный автоматический синтезатор.

Ранее олигонуклеотидный синтез проводился вручную в растворе или на твёрдой фазе. Для твердофазного синтеза были приспособлены различные устройства на основе шприцев с пористыми мембранами или миниатюрных стеклянных фильтров, позволяющие промывать твердофазный носитель растворами реагентов и удалять их при помощи вакуума.
В настоящее время твердофазный синтез проводится автоматически в олигонуклеотидных синтезаторах, управляемых компьютерами. Данные приборы состоят из серии клапанов, соединённых с ёмкостями для реагентов, а также соленоидами, которые открывают или закрывают тот или иной клапан. В свою очередь, соленоиды управляются компьютером, выполняющим программу синтеза. Когда клапан открыт, через колонку, содержащую твердофазный носитель, в течение времени, задаваемого программой, прокачивается определённый реагент. Время и последовательность подачи реагентов постоянны для каждого синтетического цикла; переменным является лишь мономерный реагент, который должен конденсироваться в данном цикле. Его выбор также производится программой в соответствии с заданной олигонуклеотидной последовательностью.
Синтез может быть реализован в колоночном, планшетном или чиповом формате. Колоночный метод синтеза пригоден для исследований, или крупномасштабного синтеза этих полимеров, где не требуется высокая производительность их синтеза. Планшетный формат разработан специально для высокопроизводительного синтеза в малом масштабе для удовлетворения растущей потребности производства и науки в синтетических олигонуклеотидах. Коммерчески доступны различные виды синтезаторов.

## Пост-синтетическая обработка
Для получения целевого олигонуклеотида необходимо удалить все защитные группы олигонуклеотида:
- 5′-концевую DMT-группу;
- ацильные защитные группы на азотистых основаниях;
- 2-цианэтильные группы, защищающие межнуклеозидные фосфатные группы.

5′-DMT-группа, как правило, удаляется раствором кислоты ещё в ходе автоматического синтеза. Отщепление олигонуклеотида от носителя, удаление защитных групп оснований и цианэтильных защитных групп обычно происходит одновременно под действием неорганических оснований или аминов. Обычно для этих целей применяют водный аммиак, раствор метиламина, их смеси, газообразный аммиак или метиламин, реже растворами других первичных аминов и щелочей при комнатной либо повышенной температуре. Такая обработка удаляет все защитные группы с 2′-дезоксиолигонуклеотидов, давая раствор конечного продукта. В случае 2′-O-силилзащищённых олигорибонуклеотидов добавляется стадия удаления силильных защитных групп под действием фторид-иона.
Применение данного метода ограничено тем, что при такой обработке в качестве побочного продукта образуется акрилонитрил. В условиях снятия защитных групп акрилонитрил может алкилировать азотистые основания, в основном, N3-положение тимина и урацила с образованием 2-цианэтильных производных по реакции Михаэля. Образования этих побочных продуктов можно избежать обработкой олигонуклеотидов, связанных с твердофазным носителем, растворами оснований в органическом растворителе, например, 50 % триэтиламином в ацетонитриле или 10 % диэтиламином в ацетонитриле.
Незащищённый олигонуклеотид может использоваться без дальнейшей очистки или подвергаться дополнительной очистке одним из следующих методов.
- Наиболее грубым методом очистки олигонуклеотида является обессоливание — отделение низкомолекулярных примесей, образовавшихся при удалении защитных групп (бензамид, изобутирамид, ацетат аммония и др.). Для больших количеств олигонуклеотидов обессоливание удобно проводить осаждением в этанол: при этом продукт выпадает в осадок, а примеси и — в некоторых случаях — более короткие олигонуклеотиды остаются в растворе. Для малых количеств применяется гель-фильтрация[86].
- Очистка от укороченных олигонуклеотидов может быть эффективно произведена при помощи электрофореза в полиакриламидном геле, который основан на разделении олигонуклеотидов по размеру вследствие их различной подвижности в геле под действием электрического поля. После проведения электрофореза по поглощению ультрафиолетового излучения определяют фрагмент геля, в которой находится целевой олигонуклеотид, эту часть вырезают и выделяют очищенный олигонуклеотид вымачиванием или электроэлюцией[87].
- Наиболее полная очистка достигается при использовании высокоэффективной жидкостной хроматографии (ВЭЖХ). В данном методе разделение основано на гидрофобном (обращённофазовая ВЭЖХ) или зарядовом (ионообменная ВЭЖХ) взаимодействии олигонуклеотидов с сорбентом. Сила этого взаимодействия влияет на порядок и время элюции продукта из хроматографической колонки, что позволяет достаточно эффективно разделять продукты различной длины. Часто применяют альтернативный подход, при котором 5′-DMT-группа олигонуклеотида перед очисткой не удаляется. В этом случае за счёт присутствия гидрофобной защитной группы его гидрофобность и сила взаимодействия с гидрофобным сорбентом значительно увеличиваются, а хроматографическая подвижность снижается, что делает выделение продукта более эффективным. DMT-группа затем удаляется в кислой среде, а раствор упаривают и обессоливают[88].

## Характеризация

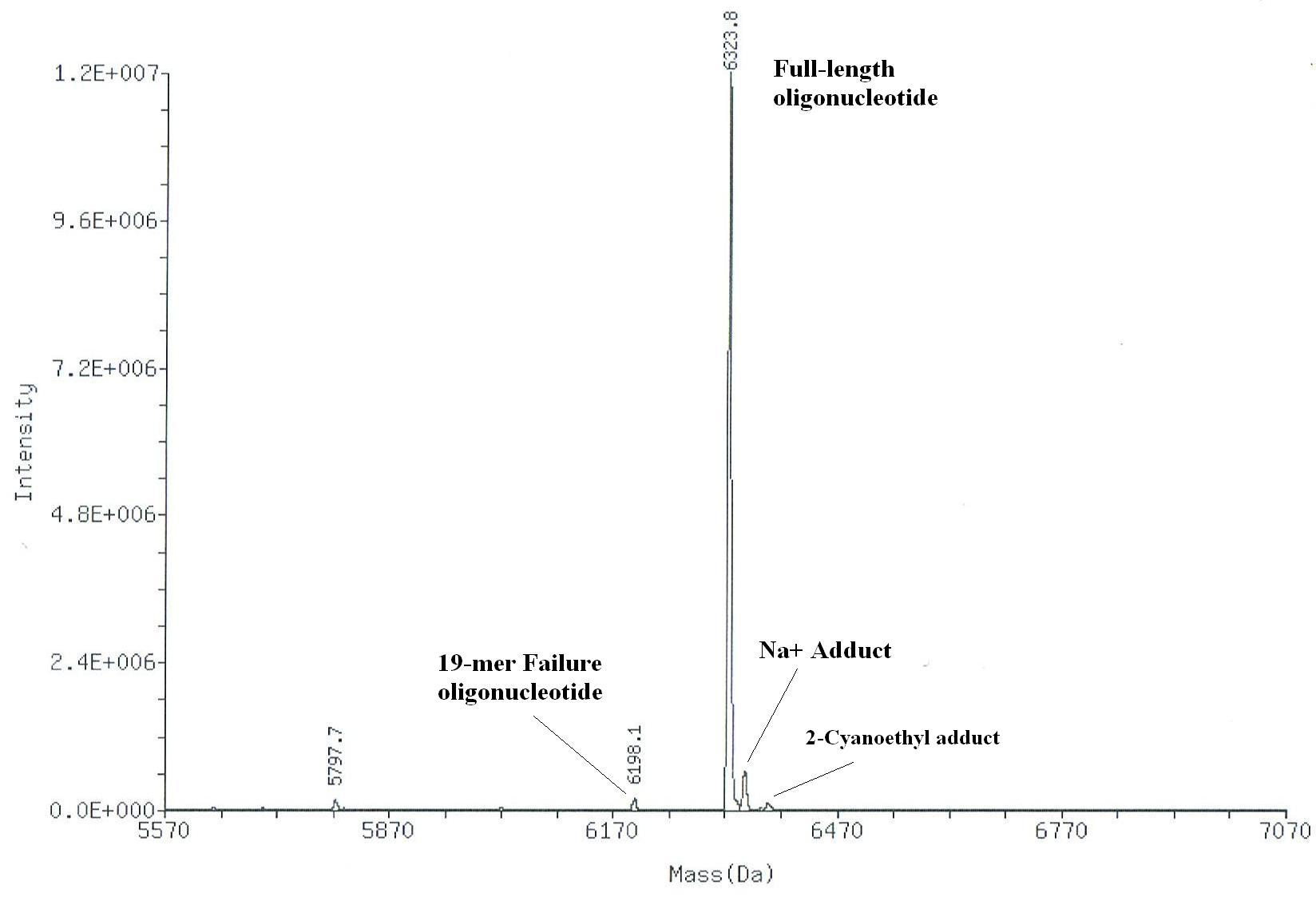
Масс-спектр неочищенного олигонуклеотида 5′-DMT-T_{20} (расч. 6324,26 Да)

Как и в случае других органических веществ, целесообразно охарактеризовать олигонуклеотид после его получения. В более сложных случаях (исследование или крупномасштабный синтез) это делают дважды: после снятия защитных групп и после очистки. Несмотря на то, что наиболее корректным подходом к характеризации олигонуклеотида является секвенирование, относительно недорогая и рутинная процедура, экономические соображения препятствуют его введению в производство олигонуклеотидов. В ежедневной практике достаточно получить молекулярную массу олигонуклеотида путём регистрации его масс-спектра. Используется два метода масс-спектрометрии: электроспрей и МАЛДИ масс-спектрометрия. Для получения информативного спектра важно заменить все ионы металлов, которые могут присутствовать в образце, на ионы аммония или триалкиламмоиния.
- При ионизации электроспреем олигонуклеотид даёт набор ионов, которые соответствуют разной степени ионизации соединения. Олигонуклеотид с молекулярной массой М даёт ионы с массами (М — nH)/n, где М — молекулярная масса олигонуклеотида в кислотной форме (все отрицательные заряды фосфодиэфирных связей компенсированы наличием протонов), n — это степень ионизации, Н — атомная масса атома водорода (1 Да). Наиболее полезны для характеризации ионы с n от 2 до 5. Программное обеспечение, поставляемое с современными приборами, способно автоматически проводить поиск пиков ионов, принадлежащих определённому олигонуклеотиду, и вычислять молекулярную массу последнего.
- Для получения более детальной информации о примесях в олигонуклеотиде используются аналитические методы, комбинирующие ВЭЖХ и масс-спектрометрию[89] или капиллярный электрофорез и масс-спектрометрию[90].

### Основные оригинальные работы
- Caruthers M. H. Chemical synthesis of DNA and DNA analogs (англ.) // Acc. Chem. Res. — 1991. — Vol. 24, no. 9. — P. 278—284. — doi:10.1021/ar00009a005.
- Letsinger R. L., Mahadevan V. Stepwise Synthesis of Oligodeoxyribonucleotides on an Insoluble Polymer Support (англ.) // J. Am. Chem. Soc. — 1966. — Vol. 88, no. 22. — P. 5319—5324. — doi:10.1021/ja00974a053. — PMID Ошибка выражения: неопознанное слово «ja» 10.1021/ja00974a053.

### Обзоры
- Burtscher H., Berner S., Seibl R., Mühlegger K. Nucleic Acids // Ullmann's Encyclopedia of Industrial Chemistry. — Wiley, 2000. — doi:10.1002/14356007.a18_001.
- Iyer R. P., Beaucage S. L. 7.05 Oligonucleotide Synthesis // Comprehensive Natural Products Chemistry. — Elsevier, 1999. — P. 105—152.
- Reese C. B. Oligo- and poly-nucleotides: 50 years of chemical synthesis (англ.) // Org. Biomol. Chem. — 2005. — Vol. 3, no. 21. — P. 3851—3868. — doi:10.1039/b510458k. — PMID 16312051.

### Методы
- Applied Biosystems. Evaluating and Isolating Synthetic Oligonucleotides. The Complete Guide (2002). Дата обращения: 15 апреля 2013. Архивировано 19 апреля 2013 года.
- Ch. 3. Synthesis of Unmodified Oligonucleotides // Current Protocols in Nucleic Acid Chemistry. — Wiley. — ISBN 9780471142706.
- Ch. 4. Synthesis of Modified Oligonucleotides and Conjugates // Current Protocols in Nucleic Acid Chemistry. — Wiley. — ISBN 9780471142706.
- Protocols for Oligonucleotides and Analogs: Synthesis and Properties / Editor: S. Agrawal. — Springer, 1993. — Т. 20. — (Methods in Molecular Biology). — ISBN 978-1-59259-507-5.